# August Tünnermann
August Tünnermann (* 18. August 1896 in Rolfshagen, Gemeinde Auetal; † 23. November 1982 in Sehnde) war ein deutscher Politiker (KPD). Er war 1946 Vizepräsident des ernannten Hannoverschen Landtages.

## Leben
Tünnermann war von Beruf Mechaniker. Von 1915 bis 1918 nahm er am Ersten Weltkrieg teil. Er wurde schwer verletzt und verlor ein Bein. 1920 trat er der KPD bei, für die er von 1924 bis 1933 Gemeindevorsteher war. Von 1925 bis 1933 war Tünnermann Kreistagsabgeordneter. Von 1931 bis 1933 war er Mitglied des Hannoverschen Provinziallandtages. Dem Preußischen Landtag gehörte er vom 1. September 1932, als er für den ausgeschiedenen Abgeordneten John Schehr nachrückte, bis zum Ablauf der vierten Legislaturperiode 1933 an. 1933 wurde er verhaftet und bis 1934 im KZ Moringen und im KZ Oranienburg inhaftiert. Er war außerdem auch von 1939 bis 1940 im KZ Sachsenhausen. Von 1940 bis zum Ende des Nationalsozialismus stand er unter Polizeiaufsicht. Ab 1946 war Tünnermann Sekretär der KPD und 1945 Landrat des Kreises Burgdorf. 1946 war er Mitglied des ernannten Hannoverschen Landtages, dessen Vizepräsident er auch war.
Bis ins hohe Alter war er in der DKP aktiv.